# Ring-A-Ding Girl

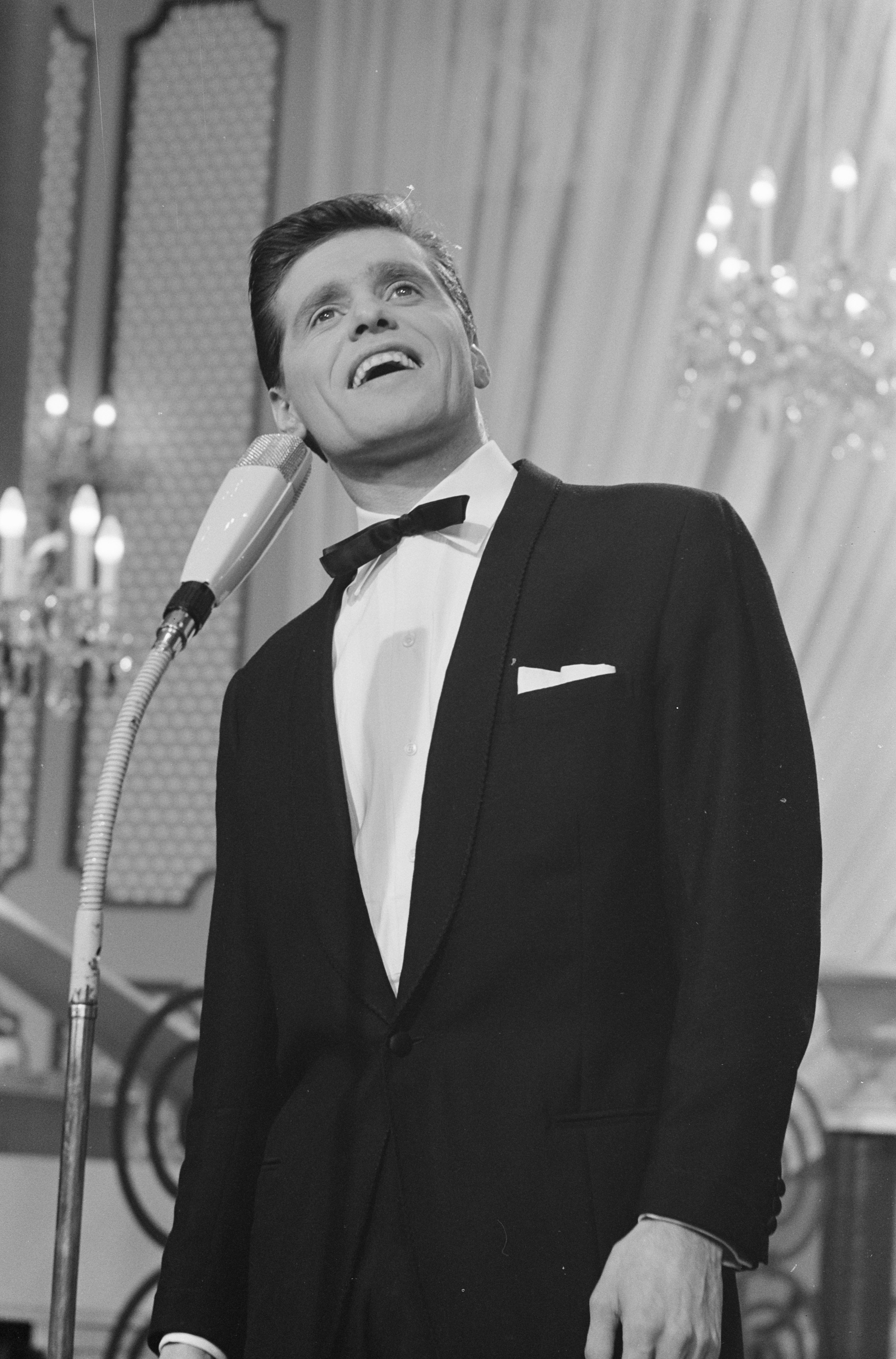
Ronnie Carroll, intérprete de la canción, durante un ensayo del Festival de la Canción de Eurovisión 1962.

«Ring-A-Ding Girl» —[ɹɪŋ ɑː dɪŋ ɡɜːl]; en español: «Chica ring-a-ding»— es una canción compuesta por Syd Cordell e interpretada en inglés por Ronnie Carroll. Se lanzó como sencillo en febrero de 1962 mediante Philips Records. Fue elegida para representar a Reino Unido en el Festival de la Canción de Eurovisión de 1962 tras ganar la final nacional inglesa, A Song For Europe, en 1962.

## Festival de Eurovisión

### A Song For Europe
Esta canción participó en la final nacional para elegir al representante inglés del Festival de la Canción de Eurovisión de 1962, celebrada el 11 de febrero de ese año en el BBC TV Centre. Fue presentado por David Jacobs. Diez jurados regionales se encargaron de la votación. Finalmente, la canción «Ring-A-Ding Girl» se declaró ganadora entre 12 canciones con 59 puntos.

### Festival de la Canción de Eurovisión 1962
Esta canción fue la representación inglesa en el Festival de Eurovisión 1962. La orquesta fue dirigida por Wally Stott.
La canción fue interpretada 13.ª en la noche del 18 de marzo de 1962 por Ronnie Carroll, precedida por Yugoslavia con Lola Novaković interpretando «Ne pali svetla u sumrak» y seguida por Luxemburgo con Camillo Felgen interpretando «Petit bonhomme». Al final de las votaciones, la canción había recibido 10 puntos, quedando en 4.º puesto junto a Yugoslavia de un total de 16.
Fue sucedida como representación inglesa en el Festival de 1963 por Carroll con «Say Wonderful Things».

## Letra
En la canción, el intérprete habla de cómo conoció a su pareja y de cómo ambos no podían esperar a casarse, recordando en varias ocasiones el sonido que hacían las campanas.

## Historial de lanzamiento
| Región      | Fecha           | Formato                    | Discográfica    | Ref.   |
| ----------- | --------------- | -------------------------- | --------------- | ------ |
| Reino Unido | Febrero de 1962 | Disco de vinilo 7", 45 RPM | Philips Records | [ 1 ]  |
| Reino Unido | 1962            | EP                         | Philips Records | [ 13 ] |
| Dinamarca   | 1962            | Disco de vinilo 7", 45 RPM | Philips Records | [ 14 ] |
| Noruega     | 1962            | Disco de vinilo 7"         | Philips Records | [ 15 ] |

## Posicionamiento en listas
| País        | Lista            | Mejor posición |      |
| 1962        | 1962             | 1962           | 1962 |
| ----------- | ---------------- | -------------- | ---- |
| Reino Unido | UK Singles Chart | 46             |      |